# Eyre de Lanux
Eyre de Lanux, de soltera Elizabeth Eyre, (Johnstown, 20 de marzo de 1894 – Nueva York, 8 de septiembre de 1996) fue una artista, escritora y diseñadora estadounidense. Fue principalmente reconocida por diseñar mobiliario laqueado y alfombras con estampados geométricos de estilo art déco en París durante los años veinte. Más tarde, ilustró libros para niños. 

## Trayectoria
Fue la primogénita de Richard Derby Eyre (1869-1955) y Elizabeth Krieger Eyre (¿? - 1938). Estudió arte en la Liga de estudiantes de arte de Nueva York en Manhattan y expuso dos pinturas, L'Arlesienne y Allegro, en la primera exposición anual de la Sociedad de Artistas Independientes en 1917.
En 1918, estando en Nueva York, conoció y se casó con el escritor y diplomático Pierre Combret de Lanux (1887-1955). Después del final de la Primera Guerra Mundial, el matrimonio se trasladó a París. Su hija, Anne-Françoise, apodada "Bikou", nació en diciembre de 1925.
Cuando los recién casados se asentaron en París su círculo incluyó a André Gide, Ernest Hemingway y Bernard Berenson. Aunque casada, Lanux era bisexual. Entre sus amantes se incluyeron Drieu La Rochelle y Louis Aragón. También una de sus amantes fue la escritora y artista Natalie Barney.
Con Evelyn Wild, con la que mantuvo una relación sentimental, montó una empresa de diseño de interiores, activa entre los años 1927-1932. Sus diseños, mostrados en el Salon des artistes Décorateurs o en el Salon de Autumne de París, mezclaban referencias primitivistas y modernas. La Gran Depresión llevó a la empresa a la quiebra.
En 1943, de Lanux participó en The Exhibition by 31 Women que se realizó en la galería de arte de Peggy Guggenheim Art of this Century en Nueva York. Expuso junto a Dorothea Tanning, Frida Kahlo, Kay Sage, Leonora Carrington, Meret Oppenheim o Leonor Fini entre otras.
Sus diseños aparecieron por primera vez a principios de la década de 1920, y con frecuencia se exhibían con los de los diseñadores Eileen Gray y Jean-Michel Frank. Mientras aún estaba en Francia, escribió cuentos de sus viajes por Europa. En 1955 murió su marido. Poco después, regresó a los Estados Unidos y en la década de 1960 escribió para Harper's Bazaar.
En sus últimos años escribió e ilustró varios libros para niños. Murió a la edad de 102 años, en la Residencia Dewitt en Manhattan.